# De sex-böckerna
De sex-böckerna (engelska The Barney Mysteries) är en serie om sex mysterieböcker, skrivna av den brittiska författaren Enid Blyton. De är kända som "R"-mysterierna i Storbritannien, eftersom de engelska titlarna alla innehåller ord som börjar med "R".

## Teman och karaktärer
Två av de fyra barnen i bokserien saknar föräldrar. Roger och Diana är syskon. Deras irriterande yngre kusin Peter (Snubby) vistas under skolloven, hos Roger och Diana eftersom han är föräldrarlös.  Snubbys hund är en svart spaniel vid namn Loony (Toker i svenska böckerna). De andra barnen menar att Loony var ett perfekt namn för hunden. Loony är mycket energisk och orsakade ofta problem. Han lyder bara Snubby, och bara Snubby  kan kontrollera honom. 
Under sitt första äventyr möter de Barney (dopnamn Barnabas), som sedan följer dem i alla de följande böckerna. Barney är äldre än Roger och lever ett kringflackande liv och arbetar på marknader och hos cirkusar som Rilloby Fair, i den andra boken i serien. Barneys apa heter Miranda och har en huvudroll i mysterierna. Miranda påstås vara bortskämd, men är ganska älskvärd eller uthärdlig för alla utom för hunden Loony.
Barney som mist sin mor letar efter sin försvunna far. Hans mor informerade honom om hans far före sin död. I fjärde boken, The Rubadub Mystery, träffar Barney med sin far.  Barney är femton år, Roger fjorton, Diana tretton och Snubby elva.  I de tidigare böckerrna heter Roger och Dianas katt Snoek (på grund av mängden konserverad snoek som katten äter). I senare upplagor heter katten Sardin (av samma anledning). Snoek importerades i burkar till Storbritannien under andra världskriget men var aldrig populär och användes främst som kattmat. Efter kriget importerades inte fisken längre. Yngre läsare visste inte vad Snoek var, så därför döptes katten om.

## Böcker
- Äventyret på Rockingdown, översättare G.Kihlberg (1953),[3] ny titel De sex och Äventyret på Rockingdown (1960)  eng. orig. The Rockingdown Mystery (1949)
- Äventyret på Rilloby nöjesfält, översättare G.Kihlberg (1954), ny titel De sex och äventyret på Rilloby nöjesfält (1960)   eng. orig.  The Rilloby Fair Mystery (1950)

- Äventyret i Ring O'Bell, översättare G.Kihlberg (1954),  ny titel De sex och Äventyret i Ring O'Bell (1961) eng. orig. The Ring O' Bells Mystery (1951)
- Äventyret i Rubadubs fiskeläge, översättare G.Kihlberg (1955),[4] ny titel De sex och den hemliga ubåtsbasen (1961) eng. orig. The Rubadub Mystery (1952)
- De sex och den osynliga gästen, översättare Christina Bäärnhielm, (1962) eng. orig. The Rat-a-Tat Mystery  (1956)
- De sex och mysteriet med lönngången, översättare Erland Ullman (1963) eng. orig. The Ragamuffin Mystery (1959)

Alla titlarna på de svenska översättningarna har inte ord som börjar på "R".

## Ytterligare tyska volymer
På tyska är Barney-mysterierna kända som Rätsel um...-Serien (svenska Gåtan om... -serien). Förutom översättningar av de sex engelska titlarna finns det ytterligare två volymer:
- Rätsel um den tiefen Keller (Gåtan om den djupa källaren). Detta är en översättning av den fristående boken The Mystery That Never Was.
- Rätsel um die Falschmünzer (Gåtan om falskmyntarna). Denna kallades översättning men var ett originalverk av seriens tyska översättare Brigitte Blobel. Boken publicerades av C. Bertelsmann Verlag 1977. Utgivningen var inte godkänd av Darrell Waters Limited, och slutade snart att tryckas.